# Cmentarz św. Michała w Rydze
Cmentarz św. Michała w Rydze (łot. Miķeļa kapi) – cmentarz rzymskokatolicki znajdujący się w Rydze w dawnym lasku Schreienbusch (łot. Čiekurkalns) przy ul. Gaujas 4 opodal skrzyżowania z ul. Aizsaules. 

## Historia
Decyzję o jego utworzeniu podjęto 21 grudnia 1879. 26 sierpnia 1882 odbyło się uroczyste poświęcenie cmentarza z udziałem ks. Karola Marcinkiewicza. 
Nekropolia składa się z czterech kwadratów przedzielonych alejkami. W części centralnej przy głównej alei zbudowano kaplicę gotycką z klinkierowej cegły, którą poświęcono w dniu św. Michała 29 września 1885. 
Cmentarz zajmuje powierzchnię niespełna 18 ha, obejmuje teren pagórkowaty, obsadzony drzewami i krzewami. 
Pochowani zostali na tym cmentarzu:
- Antonio Zecchini (1864–1935) – nuncjusz apostolski na Łotwie (1921–1935), arcybiskup tytularny Miry.
- Antonijs Springovičs (1875–1958) – arcybiskup i metropolita Rygi (1924–1958).
- Ita Kozakiewicz (1955–1990) – łotewska działaczka polityczna polskiego pochodzenia.
- Michał Bartuszewicz (1913–2009) – polski dziennikarz i działacz społeczny na Łotwie.

W nekropolii znajdują się dwa grobowce ryskich Polaków: rodziny Wielichowskich i Puzynów z Kozielska. Pierwszy z nich znajduje się w stanie całkowitej ruiny, drugi jest odremontowany. 